# Pristimantis myersi
Pristimantis myersi es una especie de anfibio anuro de la familia Craugastoridae.

## Distribución
Esta especie habita:
- en el norte de Ecuador en las provincias de Imbabura y Sucumbíos;
- en la Cordillera Central en Colombia entre los 2900 y 3275 m de altitud en los departamentos de Cauca y Nariño.[4]

## Descripción
Los machos miden de 13.7 a 17.5 mm y las hembras de 17.5 a 23.2 mm.

## Etimología
Esta especie lleva el nombre en honor a George S. Myers.

## Publicación original
- Goin & Cochran, 1963 : Two new genera of leptodactylid frogs from Colombia. Proceedings of the California Academy of Sciences, sér. 4, vol. 31, p. 499-505[5]